# 28346 Kent
28346 Kent este un asteroid din centura principală de asteroizi.

## Descriere
28346 Kent este un asteroid din centura principală de asteroizi. A fost descoperit pe 19 martie 1999 la Fountain Hills (Arizona) de Charles W. Juels. Asteroidul prezintă o orbită caracterizată de o semiaxă mare de 2,74 ua, o excentricitate de 0,13 și o înclinație de 9,2° în raport cu ecliptica.